# Reunião Ma-Xi de 2015

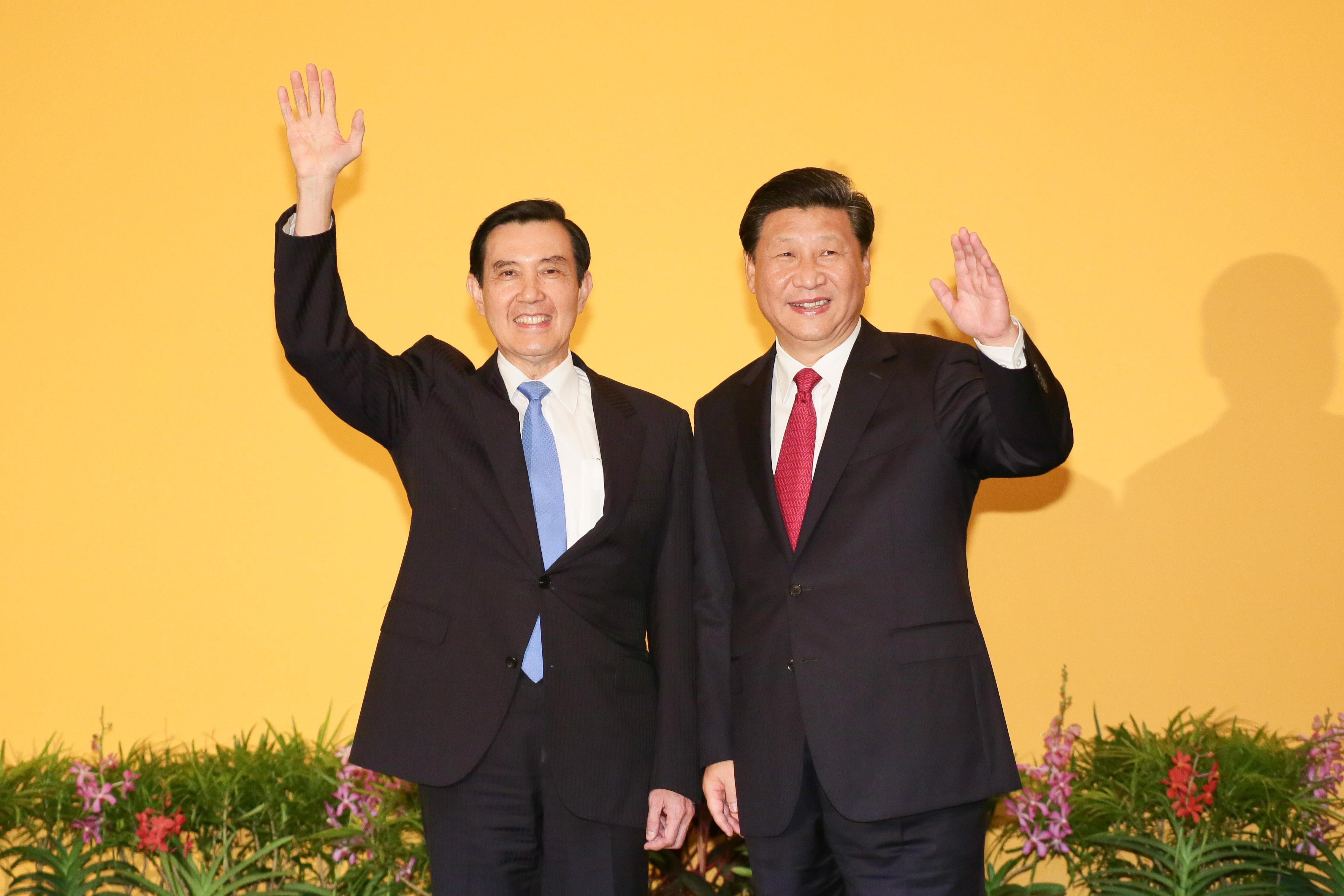

Em 7 de Novembro de 2015, Ma Ying-Jeou, Presidente do Governo da República da China em Taiwan, se encontrou na Singapura com Xi Jinping, Presidente da República Popular da China. Respectivamente, Mao pertencia ao Partido Nacionalista da China e Xi ao Partido Comunista da China, sendo este o primeiro encontro entre ambas as entidades politicas desde o fim da Guerra Civil Chinesa em 1949 e o primeiro encontro desde que Mao Tsé-Tung e Chiang Kai-shek se encontraram desde o Acordo Duplo Décimo em Agosto de 1945. A Reunião já era planejada desde muito tempo, desde Novembro de 2012.